# 1137 Раїса
1137 Раїса (1137 Raïssa) — астероїд головного поясу, відкритий 27 жовтня 1929 року.
Тіссеранів параметр щодо Юпітера — 3,502.